# Керёжа
Керёжа (керёжка, кереж, керес) — традиционные саамские сани для езды на северных оленях в виде узкой лодочки или корыта с острым в передней части носом и на одном, посередине дна, полозе, к которому прикрепляются в нескольких местах толстые полуобручи, а к этим последним, как к ребрам, пришиваются тонкие дранки; оглобли или дышло заменяются ременными лямками. В Кольском уезде Архангельской губернии керёжу с холщовым верхом называли болок или волчек. В Онежском и Кемском уезде керёжей называли маленькие сани, которые промышленники волокут за собою для укладки пойманной наваги и корюшки.
На Кольском полуострове и сейчас слово «керёжа» не вызывает удивления, никто не переспрашивает, что это такое. В обиходе, многие снегоходчики называют так волокушу, которую буксирует снегоход. Пластиковая волокуша — керёжа.